# قائمة المدربين الفائزين بكأس العالم للسيدات

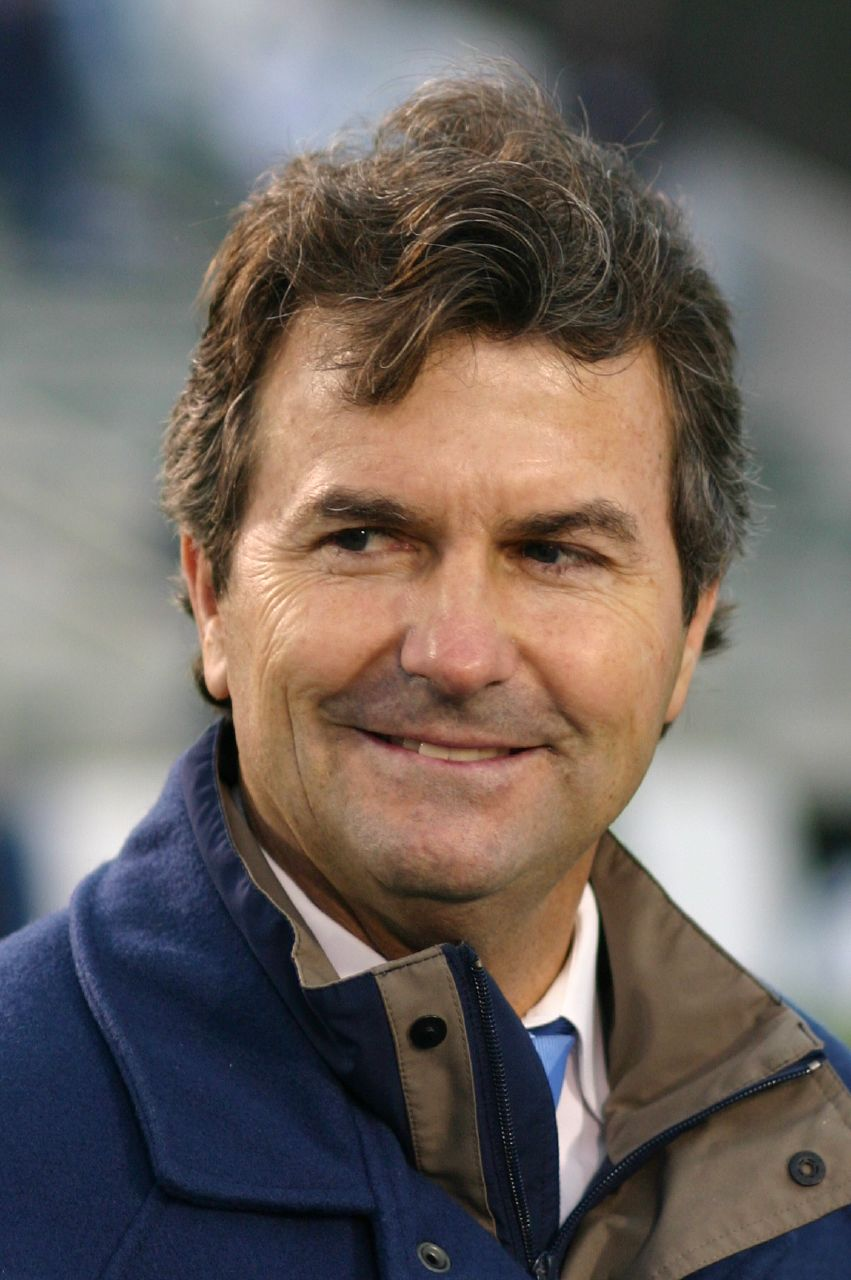
كان أنسون دورانس هو المدرب الأول الذي فاز بكأس العالم.

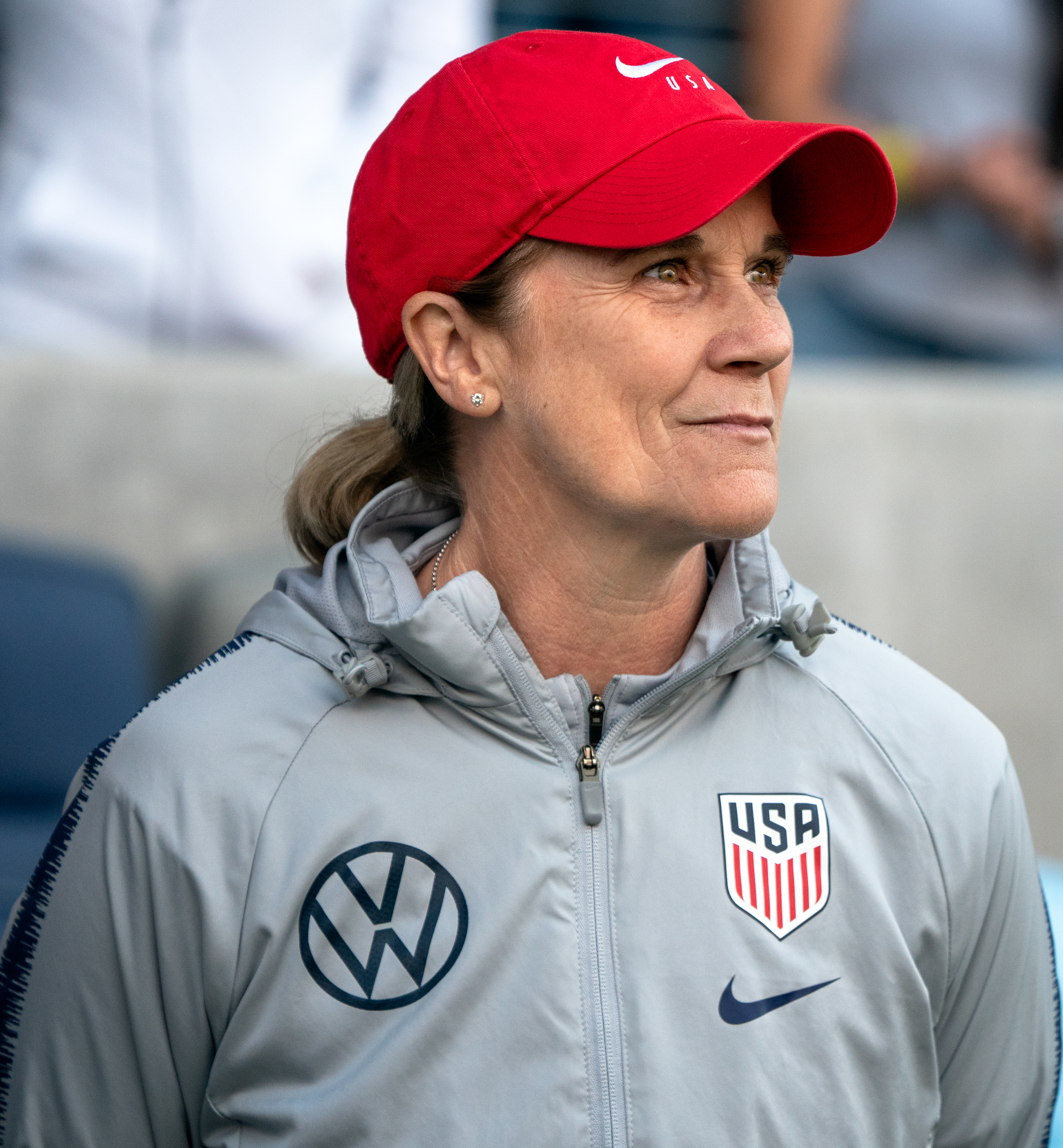
جيل إليس هي المدير الفني الوحيد الذي فاز بكأس العالم مرتين.

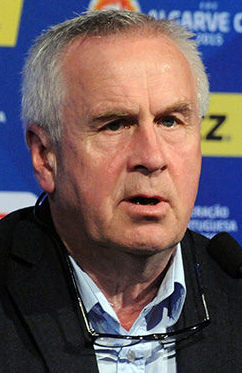
إيفن بيليرود

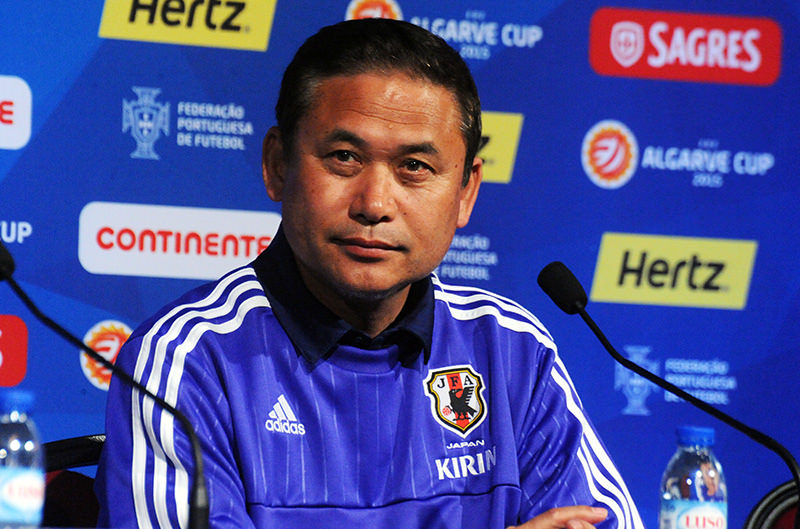
نوريو ساساكي الفائز في البطولة مع منتخب اليابان عام 2011

ان كأس العالم للسيدات هي البطولة الأكثر شهرة لكرة القدم النسائية في العالم. على مدار 9 بطولات، فازت خمسة منتخبات بالبطولة. فازت الولايات المتحدة بالبطولة أربع مرات، تليها ألمانيا بلقبين، ثم النرويج واليابان وإسبانيا بلقب واحد لكل منها.
قاد المدرب أنسون دورانس منتخب الولايات المتحدة إلى الفوز في البطولة اولى عام 1991. جيل إليس وهو الشخص الوحيد الذي فاز بكأس العالم مرتين كمدير فني في عامي 2015 و2019 مع الولايات المتحدة.  فاز ثمانية مدربين مختلفين بكأس العالم للسيدات، وجميع المدربين الفائزين قادوا منتخبات بلادهم. وقد حصل مدربان آخران على اللقب مرة واحدة ووصيف مرة واحدة؛ وهما إيفن بيليرود (الفائز في عام 1995، والوصيف في عام 1991) للنرويج، ونوريو ساساكي (الفائز في عام 2011، والوصيف في عام 2015) لليابان.
يحمل بيليرود الرقم القياسي لأكبر عدد من المباريات التي أدارها (25) وأكبر عدد من المباريات التي فاز بها (16). أنسون دورانس هو أصغر مدرب يفوز بكأس العالم للسيدات، حيث كان عمره 40 عام (في عام 1991). نوريو ساساكي هو المدرب الأكبر سنا الذي فاز بكأس العالم، حيث كان عمره 53 عاما و54 يوما في عام 2011.

## المدربين الفائزين
| البطولة | المدرب الفائز | الجنسية                  | المنتخب افائز    | مصدر   |
| ------- | ------------- | ------------------------ | ---------------- | ------ |
| 1991    | أنسون دورانس  | الولايات المتحدة         | الولايات المتحدة | [ 3 ]  |
| 1995    | إيفن بيليرود  | النرويج                  | النرويج          | [ 4 ]  |
| 1999    | توني دي سيكو  | الولايات المتحدة         | الولايات المتحدة | [ 5 ]  |
| 2003    | تينا ثيون     | ألمانيا                  | ألمانيا          | [ 6 ]  |
| 2007    | سيلفيا نايد   | ألمانيا                  | ألمانيا          | [ 7 ]  |
| 2011    | نوريو ساساكي  | اليابان                  | اليابان          | [ 8 ]  |
| 2015    | جيل إليس      | إنجلترا الولايات المتحدة | الولايات المتحدة | [ 9 ]  |
| 2019    | جيل إليس      | إنجلترا الولايات المتحدة | الولايات المتحدة | [ 9 ]  |
| 2023    | خورخي فيلدا   | إسبانيا                  | إسبانيا          | [ 10 ] |

## حسب الجنسية
| الجنسية          | المدربون | مرات الفوز |
| ---------------- | -------- | ---------- |
| الولايات المتحدة | 3        | 4          |
| ألمانيا          | 2        | 2          |
| النرويج          | 1        | 1          |
| اليابان          | 1        | 1          |
| إنجلترا          | 1        | 1          |
| إسبانيا          | 1        | 1          |